# Анік
Ані́к (рос. Аник) — селище у складі Нев'янського міського округу Свердловської області.
Населення — 3 особи (2010, 4 у 2002).
Національний склад станом на 2002 рік: росіяни — 75 %.